# Verbascum edremiticum
Verbascum edremiticum är en flenörtsväxtart som beskrevs av Sutor och Yacute. Verbascum edremiticum ingår i släktet kungsljus, och familjen flenörtsväxter. Inga underarter finns listade i Catalogue of Life.